# Treat Conrad Huey
Treat Conrad Huey (Washington, D.C, Estados Unidos, 28 de agosto de 1985) es un tenista filipino nacionalizado. Se espeecializa en dobles, donde ha conquistado dos títulos ATP y ha llegado a siete finales.

## Torneos ATP (8; 0+8)

### Dobles (8)
| Leyenda                         |
| Grand Slam (0)                  |
| ATP World Tour Finals (0)       |
| ATP World Tour Masters 1000 (0) |
| ATP World Tour 500 (3)          |
| ATP World Tour 250 (5)          |

| N° | Fecha                    | Torneo          | Superficie    | Pareja               | Oponentes en la final             | Resultado              |
| 1. | 5 de agosto de 2012      | Washington      | Dura          | Dominic Inglot       | Kevin Anderson Sam Querrey        | 7-6(5), 6-7(7), [10-5] |
| 2. | 27 de octubre de 2013    | Basilea         | Dura (i)      | Dominic Inglot       | Julian Knowle Oliver Marach       | 3-6, 6-3, [10-4]       |
| 3. | 20 de junio de 2014      | Eastbourne      | Hierba        | Dominic Inglot       | Alexander Peya Bruno Soares       | 7–5, 5–7, [10–8]       |
| 4. | 3 de mayo de 2015        | Estoril         | Tierra batida | Scott Lipsky         | Marc López David Marrero          | 6-1, 6-4               |
| 5. | 27 de septiembre de 2015 | San Petersburgo | Dura (i)      | Henri Kontinen       | Julian Knowle Alexander Peya      | 7-5, 6-3               |
| 6. | 4 de octubre de 2015     | Kuala Lumpur    | Dura (i)      | Henri Kontinen       | Raven Klaasen Rajeev Ram          | 7-6(4), 6-2            |
| 7. | 27 de febrero de 2016    | Acapulco        | Dura          | Max Mirnyi           | Philipp Petzschner Alexander Peya | 7-6(5), 6-3            |
| 8. | 5 de agosto de 2017      | Los Cabos       | Dura          | Juan Sebastián Cabal | Sergio Galdos Roberto Maytín      | 6-2, 6-3               |

#### Finalista (10)
| N°  | Fecha                 | Torneo        | Superficie    | Pareja           | Oponentes en la final                  | Resultado           |
| 1.  | 31 de julio de 2011   | Los Ángeles   | Dura          | Somdev Devvarman | Mark Knowles Xavier Malisse            | 7-6(3), 7-6(10)     |
| 2.  | 15 de abril de 2012   | Houston       | Tierra batida | Dominic Inglot   | James Blake Sam Querrey                | 7-6(14), 6-4        |
| 3.  | 17 de junio de 2012   | Halle         | Hierba        | Scott Lipsky     | Aisam-ul-Haq Qureshi Jean-Julien Rojer | 3-6, 4-6            |
| 4.  | 28 de octubre de 2012 | Basilea       | Dura (i)      | Dominic Inglot   | Daniel Nestor Nenad Zimonjic           | 7–5, 6–7(4), [10–5] |
| 5.  | 17 de marzo de 2013   | Indian Wells  | Dura          | Jerzy Janowicz   | Bob Bryan Mike Bryan                   | 6-3, 3-6, [10-6]    |
| 6.  | 25 de mayo de 2013    | Düsseldorf    | Tierra batida | Dominic Inglot   | Andre Begemann Martin Emmrich          | 7-5, 6-2            |
| 7.  | 24 de agosto de 2013  | Winston-Salem | Dura          | Dominic Inglot   | Daniel Nestor Leander Paes             | 7-6(10), 7-5        |
| 8.  | 19 de octubre de 2014 | Estocolmo     | Dura (i)      | Jack Sock        | Eric Butorac Raven Klaasen             | 4-6, 3-6            |
| 9.  | 11 de abril de 2015   | Houston       | Dura          | Scott Lipsky     | Ričardas Berankis Teymuraz Gabashvili  | 4-6, 4-6            |
| 10. | 26 de febrero de 2017 | Delray Beach  | Dura          | Max Mirnyi       | Raven Klaasen Rajeev Ram               | 5-7, 5-7            |

## Títulos ATP Challenger (19; 0+19)

### Dobles (19)
| N°  | Fecha                   | Torneo                        | Superficie    | Pareja             | Oponentes en la final             | Resultado         |
| 1.  | 18 de noviembre de 2009 | Challenger de Tiburon         | Dura          | Harsh Mankad       | Ilija Bozoljac Dušan Vemić        | 6-4, 6-4          |
| 2.  | 8 de agosto de 2010     | Challenger de Vancouver       | Dura          | Dominic Inglot     | Ryan Harrison Jesse Levine        | 6-4, 7-5          |
| 3.  | 15 de agosto de 2010    | Challenger de Binghamton      | Dura          | Dominic Inglot     | Scott Lipsky David Martin         | 5-7, 7-6, [10-8]  |
| 4.  | 27 de noviembre de 2010 | Challenger de Toyota          | Moqueta       | Purav Raja         | Tasuku Iwami Hiroki Kondo         | 6-1, 6-2          |
| 5.  | 19 de febrero de 2011   | Challenger de Meknes          | Tierra batida | Simone Vagnozzi    | Alessio di Mauro Alessandro Motti | 6-1, 6-2          |
| 6.  | 19 de marzo de 2011     | Challenger de Rimouski        | Dura (i)      | Vasek Pospisil     | David Rice Sean Thornley          | 6-0, 6-1          |
| 7.  | 21 de mayo de 2011      | Challenger de Cremona         | Dura          | Purav Raja         | Tomasz Bednarek Mateusz Kowalczyk | 6-1, 6-2          |
| 8.  | 2 de julio de 2011      | Challenger de Winnetka        | Dura          | Bobby Reynolds     | Jordan Kerr Travis Parrott        | 7-6, 6-4          |
| 9.  | 16 de julio de 2011     | Challenger de Bogotá          | Tierra batida | Izak van der Merwe | Juan Sebastián Cabal Robert Farah | 7-6, 6-7          |
| 10. | 7 de agosto de 2011     | Challenger de Vancouver       | Dura          | Travis Parrott     | Jordan Kerr David Martin          | 6-2, 1-6, [16-14] |
| 11. | 6 de noviembre de 2011  | Challenger de Charlottesville | Dura (i)      | Dominic Inglot     | John Paul Fruttero Raven Klaasen  | 4-6, 6-3, [10-7]  |
| 12. | 10 de junio de 2012     | Challenger de Nottingham      | Hierba        | Dominic Inglot     | Jonathan Marray Frederik Nielsen  | 6-4, 6-7, [10-8]  |
| 13. | 1 de noviembre de 2014  | Challenger de Charlottesville | Dura (i)      | Frederik Nielsen   | Lewis Burton Marcus Willis        | 3-6, 6-3, [10-2]  |
| 14. | 23 de agosto de 2015    | Challenger de Vancouver       | Dura          | Frederik Nielsen   | Yuki Bhambri Michael Venus        | 7-6, 6-7, [10-5]  |
| 15. | 16 de febrero de 2020   | Challenger de Cleveland       | Dura (i)      | Nathaniel Lammons  | Luke Saville John-Patrick Smith   | 7-5, 6-2          |
| 16. | 29 de febrero de 2020   | Challenger de Columbus        | Dura (i)      | Nathaniel Lammons  | Lloyd Glasspool Alex Lawson       | 7-6(3), 7-6(4)    |
| 17. | 3 de octubre de 2020    | Challenger de Split           | Tierra batida | Nathaniel Lammons  | André Göransson Hunter Reese      | 6-4, 7-6(3)       |
| 18. | 20 de marzo de 2022     | Challenger de Phoenix         | Dura          | Denis Kudla        | Oscar Otte Jan-Lennard Struff     | 7-6, 3-6, [10-6]  |
| 19. | 30 de abril de 2022     | Challenger de Savannah        | Tierra batida | Ruben Gonzales     | Wu Tung-lin Zhizhen Zhang         | 7-6, 6-4          |